# Fire of Love
Ne doit pas être confondu avec Fire of Love (film).
Albums de The Gun Club
Miami
(1982)
Fire of Love (Slash Records 1981) est un album du groupe The Gun Club. Il fait partie des 1001 albums qu'il faut avoir écoutés dans sa vie.
Ce disque a influencé la musique de Noir Désir dont le chanteur Bertrand Cantat rendra hommage à Jeffrey Lee Pierce dans la chanson Song for JLP en 1996.

## Titres
1. Sex Beat - 2:47
2. Preaching the Blues - 3:59
3. Promise Me - 2:36
4. She's Like Heroin to me - 2:35
5. For the Love of Ivy - 5:35
6. Fire Spirit - 2:49
7. Ghost on the Highway - 2:46
8. Jack on Fire - 4:43
9. Black Train - 2:12
10. Cool Drink of Water - 6:17
11. Goodbye Johnny - 3:44